# Bom xe

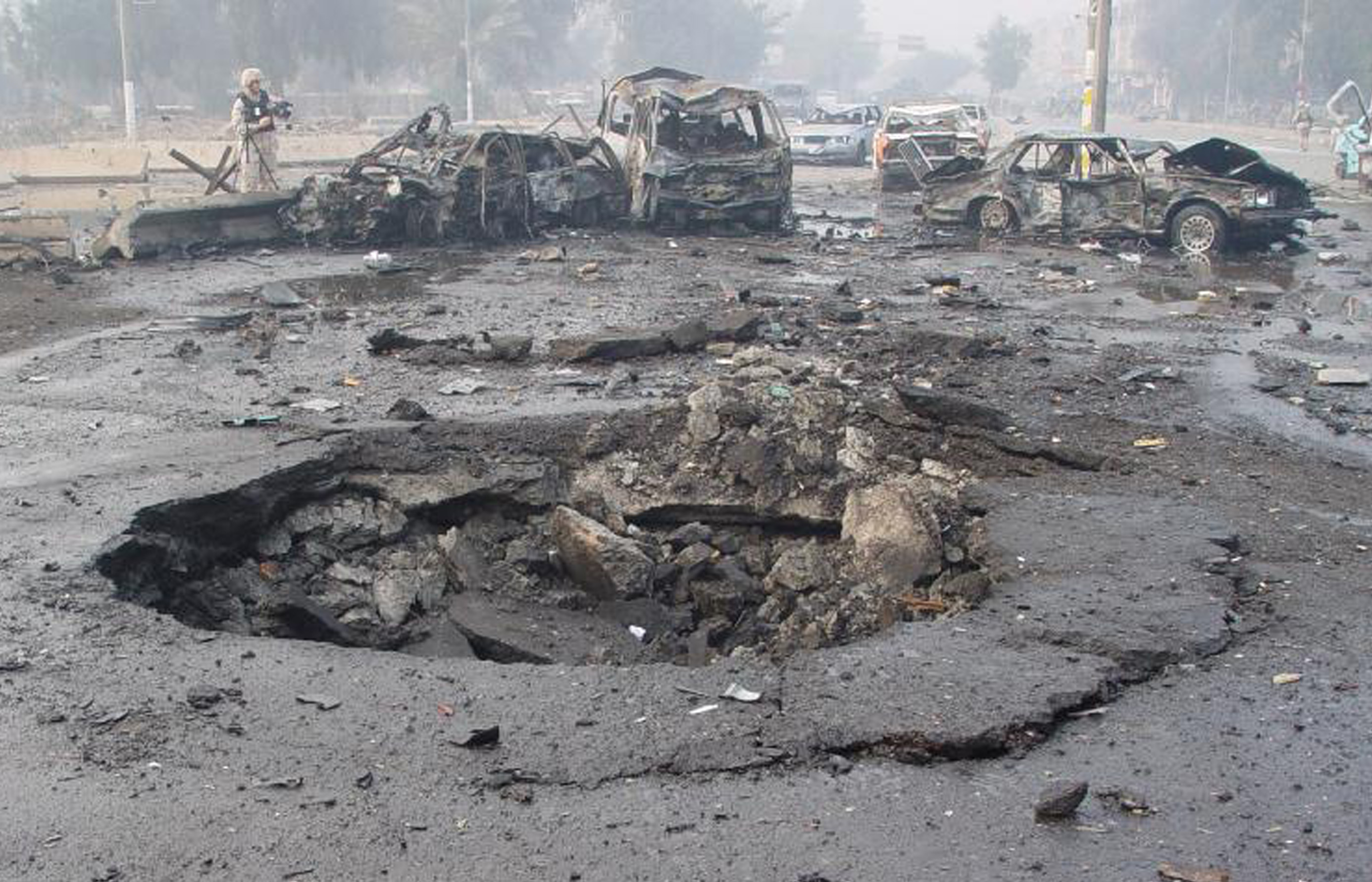
Hậu quả từ bom xe ở Iraq.

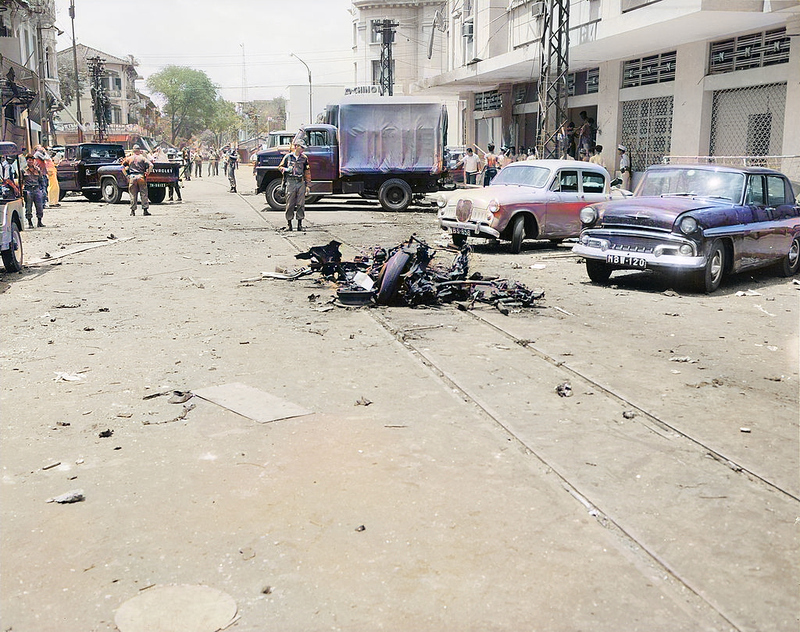
Cảnh đánh bom xe hơi Việt Cộng ở Sài Gòn, năm 1965.

Bom xe hay thiết bị nổ tự tạo gắn với xe (tiếng Anh: vehicle-borne improvised explosive device, VBIED) là thiết bị nổ tự tạo đặt trong xe hơi hay phương tiện vận chuyển khác và được làm nổ. Nó thường được sử dụng làm vũ khí cho việc ám sát, khủng bố hay chiến tranh du kích.